# MUSS (contramedida)

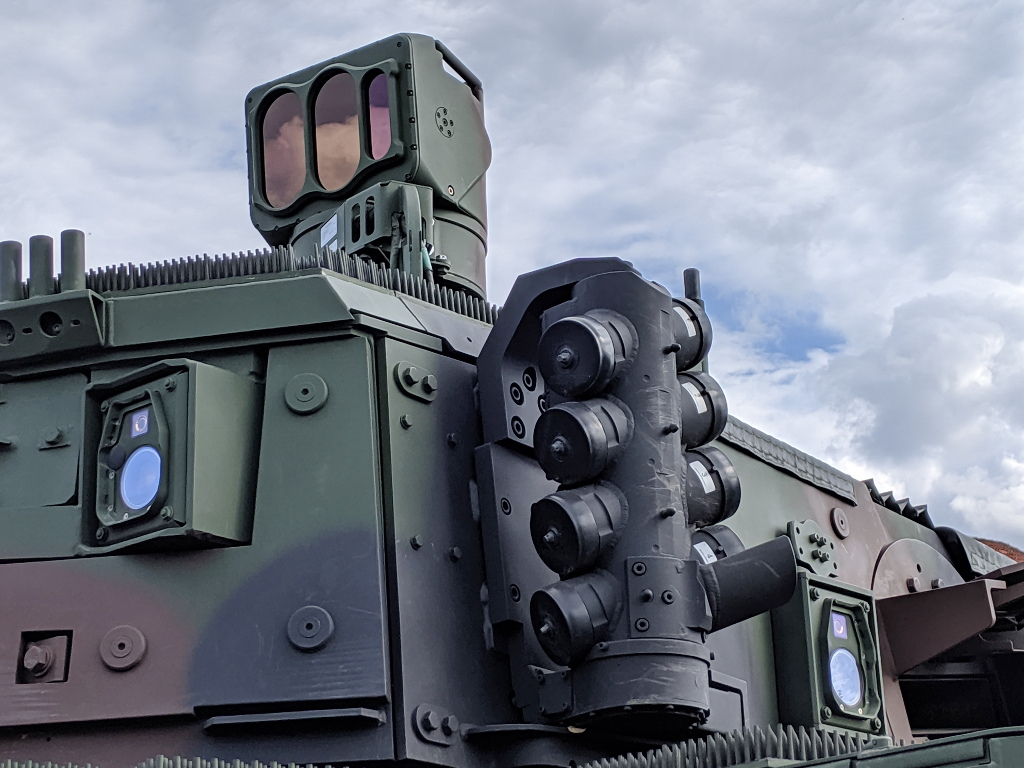
Componentes del MUSS: bloqueador de infrarrojos, sensores UV, dispensador de granadas de humo en un Puma IFV alemán

El sistema de autoprotección multifuncional MUSS, (alemán: Multifunktionales Selbstschutz-System) es un sistema de protección activa soft-kill desarrollado para proteger vehículos militares contra  misiles antitanques guiados.

## Historia
MUSS fue desarrollado por EADS, Buck (una filial de Rheinmetall) y Krauss-Maffei Wegmann (KMW). Antes de septiembre de 2003, fue probado en un tanque Leopard 2 por el Bundesamt für Wehrtechnik und Beschaffung alemán.
El nuevo  vehículo de combate de infantería alemán Puma estará equipado con MUSS, después de que EADS obtuviera un contrato en 2006.
En julio de 2016, el Laboratorio de Ciencia y Tecnología de Defensa del Reino Unido firmó un contrato de £ 7,6 millones con QinetiQ para evaluar el sistema MUSS para vehículos blindados, particularmente el Challenger 2.

## Diseño

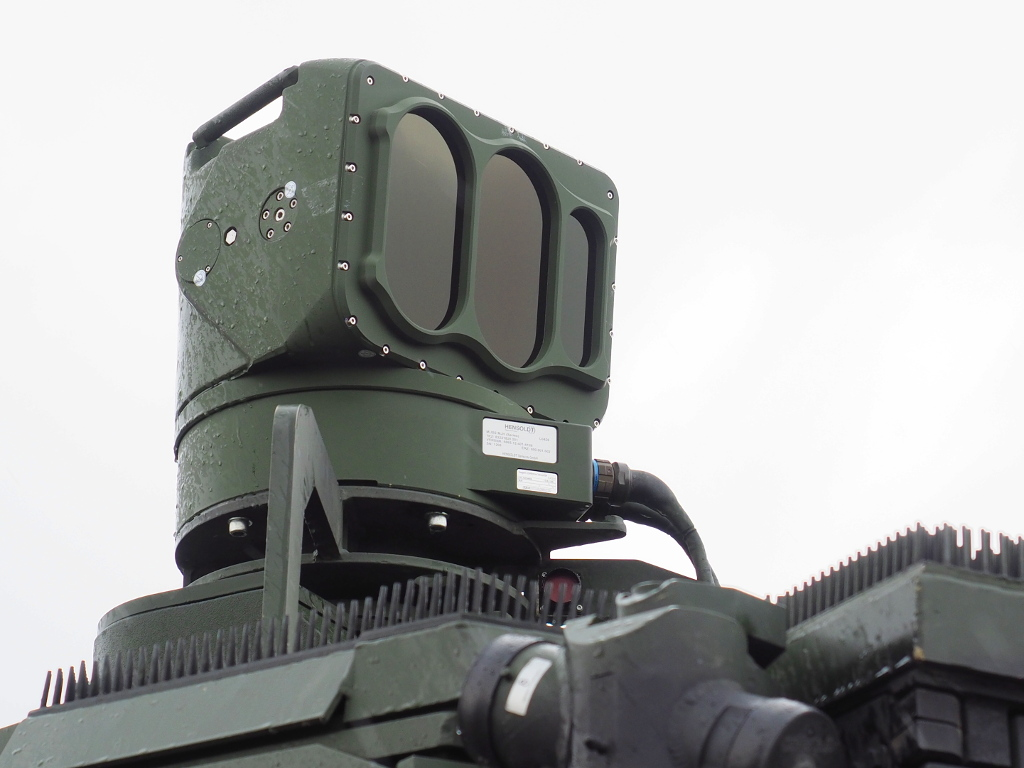
Jammer IR montado en Puma IFV.

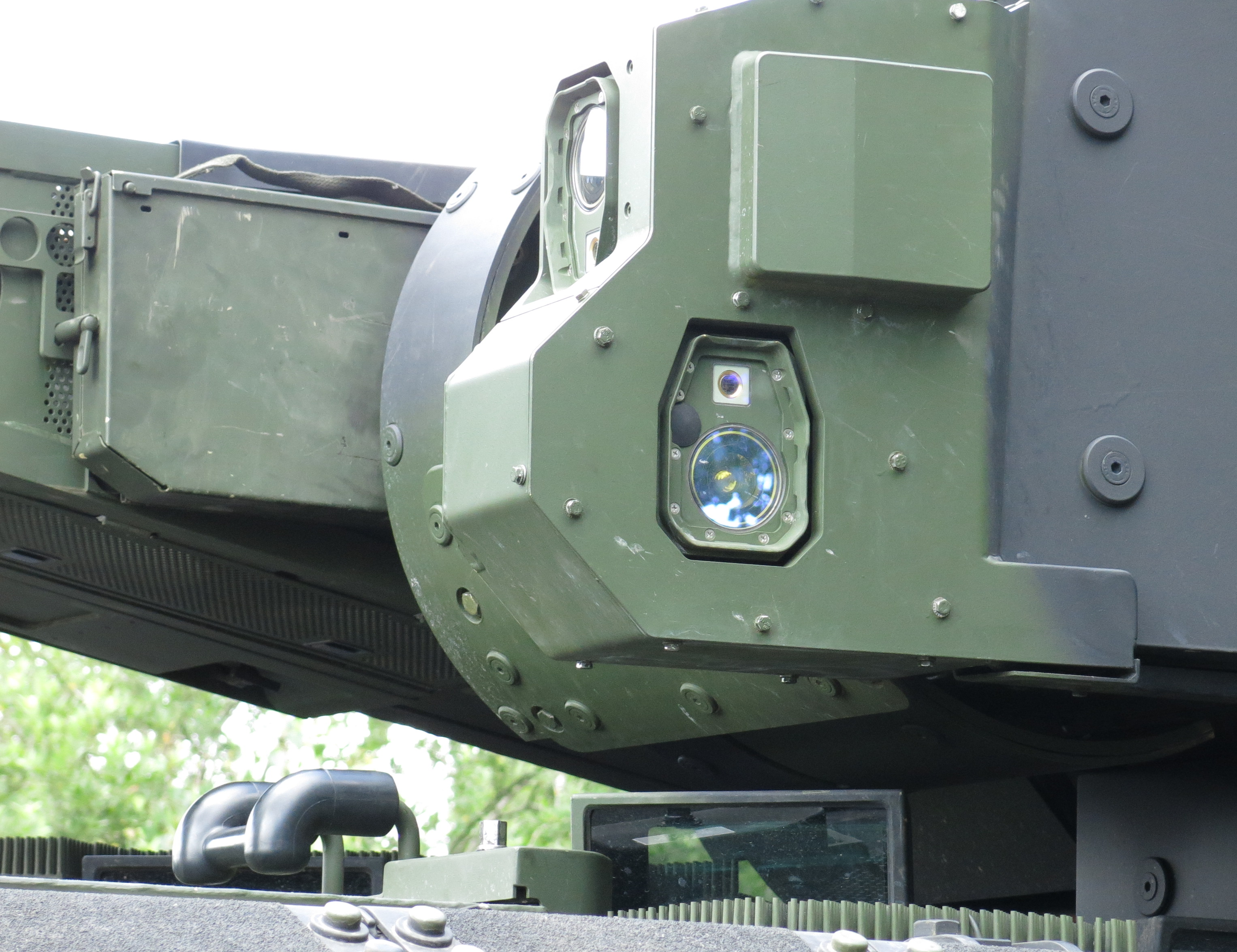
Sensores MUSS delantero e izquierdo en la torreta Puma.

MUSS consta de tres elementos principales: los sensores, que consisten en un avisador láser y un avisador de misiles que utiliza sensores ultravioleta, la computadora y las contramedidas electrónicas o pirotécnicas. Cuando los sensores detectan un misil entrante o un rayo láser dirigido al vehículo, la computadora activa las contramedidas. MUSS ofrece protección de 360 ° con una elevación de hasta 70 ° y puede manejar hasta cuatro amenazas a la vez.
Todo el sistema tiene un peso de 65 a 160 kg.